# Quàdrica
En matemàtiques, una quàdrica o superfície quàdrica és una hipersuperfície definida en un espai vectorial n-dimensional, pels punts que anul·len un polinomi quadràtic. Si les coordenades d'aquest espai són{\displaystyle \left\{x_{1},x_{2},...,x_{n}\right\}\,}, l'equació de qualsevol quàdrica en aquest espai serà: {\displaystyle \sum _{i,j=1}^{n}P_{i,j}x_{i}x_{j}+\sum _{k=1}^{n}Q_{k}x_{k}+R=0\,}, en què no tots els valors de{\displaystyle P_{(i,j)}\,} són iguals a {\displaystyle 0\,}.
En general, els coeficients d'aquesta equació seran valors de qualsevol cos, sobre el qual s'ha definit l'espai vectorial. Malgrat això, a partir d'ara, només considerarem quàdriques sobre el cos {\displaystyle \mathbb {R} \,}.

## Còniques
En el cas concret que {\displaystyle n=2\,}, les quàdriques resultants prenen el nom de còniques, i l'anterior equació pren la forma: {\displaystyle (Ax^{2}+By^{2}+2Cxy)+(2Dx+2Ey)+F=0\,}. El nom de còniques prové del fet que es pot demostrar que qualsevol cònica és la intersecció d'un cert con per un determinat pla. L'equació anterior es pot escriure de la forma matricial següent:
{\displaystyle X^{\prime }MX=0\,}
En què:	
{\displaystyle X={\begin{pmatrix}x\\y\\1\end{pmatrix}}\,}
{\displaystyle M={\begin{pmatrix}A&C&D\\C&B&E\\D&E&F\end{pmatrix}}\,}
Segons la forma canònica que adopti la matriu{\displaystyle M\,}, trobem les diferents solucions que tenen les còniques
({\displaystyle a,b,m\,} són valors reals, diferents de {\displaystyle 0\,}):
| {\displaystyle {\frac {x^{2}}{a^{2}}}+{\frac {y^{2}}{b^{2}}}=-1\,} | el·lipse imaginària                    |
| {\displaystyle {\frac {x^{2}}{a^{2}}}+{\frac {y^{2}}{b^{2}}}=1\,}  | el·lipse real                          |
| {\displaystyle {\frac {x^{2}}{a^{2}}}+{\frac {y^{2}}{b^{2}}}=0\,}  | dues rectes imaginàries no paral·leles |
| {\displaystyle {\frac {x^{2}}{a^{2}}}-{\frac {y^{2}}{b^{2}}}=1\,}  | hipèrbola                              |
| {\displaystyle {\frac {x^{2}}{a^{2}}}-{\frac {y^{2}}{b^{2}}}=0\,}  | dues rectes reals no paral·leles       |
| {\displaystyle y=mx^{2}\,}                                         | paràbola                               |
| {\displaystyle a^{2}x^{2}=-1\,}                                    | dues rectes imaginàries paral·leles    |
| {\displaystyle a^{2}x^{2}=1\,}                                     | dues rectes reals paral·leles          |
| {\displaystyle mx^{2}=0\,}                                         | dues rectes coincidents                |
| {\displaystyle x=0\,}                                              | una recta real                         |

També existeix la possibilitat d'un conjunt buit i la de tot el pla.

## Quàdriques
Més amunt, hi ha la definició general de quàdrica. Però, normalment, s'entén per quàdrica el cas concret en què {\displaystyle n=3\,}. En aquest cas, la matriu {\displaystyle M\,}, serà: de la forma:
Si
{\displaystyle X={\begin{pmatrix}x\\y\\z\\1\end{pmatrix}}\,}
{\displaystyle M={\begin{pmatrix}A&D&E&G\\D&B&F&H\\E&F&C&I\\G&H&I&J\end{pmatrix}}\,}
l'equació de la quàdrica serà també: {\displaystyle X^{\prime }MX=0\,}
Si es classifiquen les seves formes canòniques, es troba la llista següent:
| {\displaystyle {\frac {x^{2}}{a^{2}}}+{\frac {y^{2}}{b^{2}}}+{\frac {z^{2}}{c^{2}}}=-1\,} | el·lipsoide imaginari              | El·lipsoide            |
| {\displaystyle {\frac {x^{2}}{a^{2}}}+{\frac {y^{2}}{b^{2}}}+{\frac {z^{2}}{c^{2}}}=1\,}  | el·lipsoide real                   |                        |
| {\displaystyle {\frac {x^{2}}{a^{2}}}+{\frac {y^{2}}{b^{2}}}+{\frac {z^{2}}{c^{2}}}=0\,}  | con imaginari                      |                        |
| {\displaystyle {\frac {x^{2}}{a^{2}}}+{\frac {y^{2}}{b^{2}}}-{\frac {z^{2}}{c^{2}}}=1\,}  | hiperboloide d'un full             |                        |
| {\displaystyle {\frac {x^{2}}{a^{2}}}-{\frac {y^{2}}{b^{2}}}-{\frac {z^{2}}{c^{2}}}=1\,}  | hiperboloide de dos fulls          |                        |
| {\displaystyle {\frac {x^{2}}{a^{2}}}+{\frac {y^{2}}{b^{2}}}-{\frac {z^{2}}{c^{2}}}=0\,}  | con real                           |                        |
| {\displaystyle {\frac {x^{2}}{a^{2}}}+{\frac {y^{2}}{b^{2}}}+z=0\,}                       | paraboloide el·líptic              | Paraboloide el·líptic  |
| {\displaystyle {\frac {x^{2}}{a^{2}}}+{\frac {y^{2}}{b^{2}}}=-1\,}                        | superfície cilíndrica imaginària   |                        |
| {\displaystyle {\frac {x^{2}}{a^{2}}}+{\frac {y^{2}}{b^{2}}}=1\,}                         | superfície cilíndrica el·líptica   |                        |
| {\displaystyle {\frac {x^{2}}{a^{2}}}+{\frac {y^{2}}{b^{2}}}=0\,}                         | dos plans imaginaris no paral·lels |                        |
| {\displaystyle {\frac {x^{2}}{a^{2}}}-{\frac {y^{2}}{b^{2}}}+z=0\,}                       | paraboloide hiperbòlic             | Paraboloide hiperbòlic |
| {\displaystyle {\frac {x^{2}}{a^{2}}}-{\frac {y^{2}}{b^{2}}}=1\,}                         | superfície cilíndrica hiperbòlica  |                        |
| {\displaystyle {\frac {x^{2}}{a^{2}}}-{\frac {y^{2}}{b^{2}}}=0\,}                         | dos plans reals no paral·lels      |                        |
| {\displaystyle x^{2}+mz=0\,}                                                              | superfície cilíndrica parabòlica   |                        |
| {\displaystyle {\frac {x^{2}}{a^{2}}}=-1\,}                                               | dos plans imaginaris paral·lels    |                        |
| {\displaystyle {\frac {x^{2}}{a^{2}}}=1\,}                                                | dos plans reals paral·lels         |                        |
| {\displaystyle {\frac {x^{2}}{a^{2}}}=0\,}                                                | dos plans reals coincidents        |                        |
| {\displaystyle x=0\,}                                                                     | un pla únic real                   |                        |

També existeix la possibilitat d'un conjunt buit i la de tot l'espai.